# Jean-Claude Gautrand

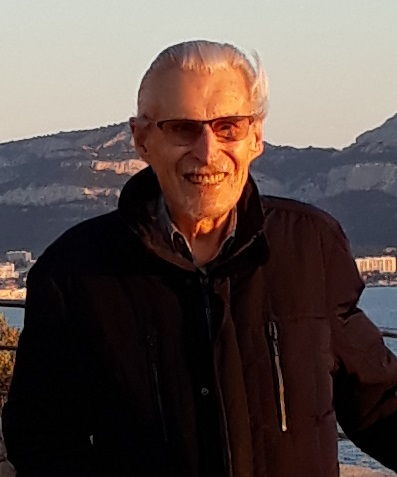
Jean-Claude Gautrand, 2019

Jean-Claude Gautrand (* 19. Dezember 1932 in Sains-en-Gohelle, Département Pas-de-Calais, Frankreich; † 23. September 2019 in Paris) war ein französischer Fotograf, Journalist und Autor.

## Leben
Gautrand interessierte sich als Jugendlicher bereits für die Fotografie und machte seine ersten Aufnahmen. Er wurde mit den Werken von Otto Steinert bekannt und schloss sich dem Club der 30×40 an, dessen Vizepräsident er später wurde.
1968 wurde der erste Band mit seinen Fotografien veröffentlicht. 1972 wurde er für den fotografischen Teil des Festival international d'art contemporain de Royan in Royan, Département Charente-Maritime, zuständig. 1974 organisierte er die Rencontres Internationales de la Photographie d’Arles in Arles, ab 1978 war er im Verwaltungsrat der jährlichen Veranstaltung. Im gleichen Jahr wurde er Mitglied des künstlerischen Beirats und des Verwaltungsrats der Fondation Nationale de la Photographie in Lyon, Département Rhône.
Von 1984 bis 2006 war Gautrand Generalsekretär des Foto-Buchpreises Prix Nadar. 2004 wurde er Gründungsmitglied der Association du Jeu de Paume in Paris.

## Preise und Auszeichnungen
- 1963: Prix de la FIAP in der Sparte Landschaften
- 1967: Grand Prix de la Photographie d'avant-garde in Spanien
- 1968: Grand Prix des Arts des la Ville de Marseille, vergeben vom Musée Cantini
- 1984: Chevalier des französischen Ordre des Arts et des Lettres
- 1985: Prix Vasari
- 1985: Prix des Rencontres Internationales de la Photographie d'Arles für den ersten Band des Buchs Paris des photographes
- 1986: Prix Lecuyer für das Buch Hippolyte Bayard, naissance de la photographie

## Ausstellungen (Auswahl)
- 1967: Sociéte Française de Photographie, Paris
- 1968: Fnac, Paris
- 1968: Musée Cantini, Marseille
- 1970: Musée d’art moderne de la Ville de Paris,  Paris
- 1977: Galerie Châteu d'Eau de Toulouse, Toulouse
- 1977: Photographer's Gallery, London
- 1977: Rencontres Internationales de la Photographie, Arles
- 1978: Galerie 74, Vienne, Département Isère
- 1978: Musée Nicéphore-Niépce, Chalon-sur-Saône, Département Saône-et-Loire
- 1980: Mai de Flandres. Grignan, Département Drôme
- 1982: Quinzaine de Cholet. Cholet, Département Maine-et-Loire
- 1983: Berner Photo-Galerie, Bern, Schweiz
- 1997: Regards croisés. Centre des Bords de Marne, Le Perraux-sur-Marne, Département Val-de-Marne
- 2002: Itinéraire d'un photographe 1960-2000, Roubaix, Département Nord und Villeneuve-la-Rivière, Département Pyrénées-Orientales
- 2002: Hommage. Pavillon Baltard, Nogent-sur-Marne, Département Val-de-Marne
- 2002: Forteresses du dérisoire. Galerie Leon Herschtritt, Paris
- 2003: Bercy, une balade. Einkaufszentrum Bercy Village, Bercy, Paris
- 2004: Chroniques arlésiennes. Centre Iris pour la photographie, Paris
- 2005: Camp de Natzwiller-Struthof (KZ Natzweiler-Struthof), Musée Réattu, Arles. Katalog.
- 2005: Itinéraire d'un photographe 1960-2005, Musée de La Poste, Paris
- 2005: Les boues rouges. Médiathèque de Cernay, Département Haut-Rhin
- 2007: Pavillon Baltard. Salle Watteau, Nogent-sur-Marne, Département Val-de-Marne
- 2008: La Lumière de l'ombre, Médiathèque de Forbach, Département Moselle
- 2010: Paris Mon Amour. Galerie GHADCOLLECTION, Paris

## Auswahl von Fotobüchern und Herausgeberschaften
- 1968: Les Murs de Mai 1968. Éditions Pensée et Action, Paris
- 1977: Forteresses du dérisoire. Einführung durch Jean-Pierre Raynaud. Presse de la Connaissance, exclusivité Weber, Paris, ISBN 2-85889-016-1.
- 1987: Le temps des pionniers, Collection Photopoche No. 50. Éditions Centre national de la photographie, Paris
- 1989: Paris der Photographen. Herder, Freiburg/Basel/Wien, ISBN 3-451-21532-2.
- 1992: Les Seeberger. Aventure de trois frères photographes. Édition la Manufacture, Paris
- 1999: Paris Mon Amour. Taschen, Köln, ISBN 3-8228-3541-2.
- 2003: Robert Doisneau: 1912-1994. Taschen, Köln, ISBN 3-8228-1612-4.
- 2003: Jean-Pierre Sudre. Éditions Actes Süd, ISBN 2-7427-4394-4.
- 2004: Brassaï, Universal Art. Taschen, Köln, ISBN 3-8228-3137-9.
- 2005: Willy Ronis: Instants dérobés - Stolen Moments - Gestohlene Augenblicke. Taschen, Köln, ISBN 3-8228-3958-2.
- 2011: Paris. Portrait of a City. Taschen, Köln, ISBN 978-3-8365-0293-1.[3]